# Liste der Baudenkmale in Tülau
In der Liste der Baudenkmale in Tülau sind alle Baudenkmale der niedersächsischen Gemeinde Tülau aufgelistet. Die Quelle der Baudenkmale ist der Denkmalatlas Niedersachsen. Der Stand der Liste ist der 8. Januar 2023.

## Allgemein
In den Spalten befinden sich folgende Informationen:
- Lage: die Adresse des Baudenkmales und die geographischen Koordinaten. Kartenansicht, um Koordinaten zu setzen. In der Kartenansicht sind Baudenkmale ohne Koordinaten mit einem roten Marker dargestellt und können in der Karte gesetzt werden. Baudenkmale ohne Bild sind mit einem blauen Marker gekennzeichnet, Baudenkmale mit Bild mit einem grünen Marker.
- Bezeichnung: Bezeichnung des Baudenkmales
- Beschreibung: die Beschreibung des Baudenkmales. Unter § 3 Abs. 2 NDSchG werden Einzeldenkmale und unter § 3 Abs. 3 NDSchG Gruppen baulicher Anlagen und deren Bestandteile ausgewiesen.
- ID: die Objekt-ID des Baudenkmales
- Bild: ein Bild des Baudenkmales, ggf. zusätzlich mit einem Link zu weiteren Fotos des Baudenkmals im Medienarchiv Wikimedia Commons. Wenn man auf das Kamerasymbol klickt, können Fotos zu Baudenkmalen aus dieser Liste hochgeladen werden:

## Tülau

### Gruppe: Bauernende 10
Die Gruppe hat die ID 33921064.

| Lage                         | Bezeichnung | Beschreibung | ID       | Bild |
| ---------------------------- | ----------- | --- | -------- | ---- |
| 52° 34′ 46″ N, 10° 52′ 24″ O | Wohnhaus    | Zweigeschossiger traufständiger Massivbau in Ziegel mit Ziersetzungen wie geschosstrennender Keramikfries und Tropfenfries am Ortgang, steile lasierte Fensterbänke, auf rotem Sandsteinsockel unter Satteldach mit Schieferdeckung. | 33941051 | BW   |
| 52° 34′ 48″ N, 10° 52′ 22″ O | Scheune     | | 33941075 | BW   |

### Gruppe: Wassermühle Holzmühle
Die Gruppe hat die ID 33921081.  Mühlengebäude als massiver Ziegelbau mit Wasserrad aus Metall, welches Ende des 19. Jh. erbaut wurde, mit Mühlengraben, Zulauf von der Quelle und zwei Teichen.

| Lage                                   | Bezeichnung  | Beschreibung | ID       | Bild |
| -------------------------------------- | ------------ | --- | -------- | ---- |
| Holzmühle 52° 33′ 48″ N, 10° 51′ 30″ O | Mühle        | Zweieinhalbgeschossiger massiver Ziegelbau mit Ziersetzungen unter Satteldach. Tür- und Fensteröffnungen unter Segmentbögen, historische Tür und Eisensprossenfenster erhalten. Neben dem Zulauf (Druckrohr) zur ehemaligen Turbine wurde kleines eisernes Wasserrad eingebaut. Turbine, Antrieb und Mahltechnik entfernt. Im DG noch einige Reinigungsgeräte erhalten. Für diese Geräte wurde vorhandener Dachaufbau ergänzt. | 33941217 | BW   |
| Holzmühle 52° 33′ 49″ N, 10° 51′ 24″ O | Teiche       | | 33941241 | BW   |
| Holzmühle 52° 33′ 50″ N, 10° 51′ 30″ O | Mühlengraben | | 33941263 | BW   |

### Einzelbaudenkmale
| Lage                                        | Bezeichnung               | Beschreibung | ID       | Bild |
| ------------------------------------------- | ------------------------- | --- | -------- | ---- |
| Bauernende 8 52° 34′ 46″ N, 10° 52′ 26″ O   | Wohnhaus                  | Zweigeschossiger traufständiger Ziegelbau mit Zierziegelsetzungen, geschosstrennenden Ziegelfries, unter Krüppelwalmdach mit übergiebelten Mittelrisalit, im OG in Fachwerk. Segmentbögen über den Galgenfenstern, lasierte steile Fensterbänke. Historische Eingangstür erhalten. | 33941027 | BW   |
| Dorfstraße 17 52° 34′ 31″ N, 10° 52′ 27″ O  | Wohn-/ Wirtschaftsgebäude | Eingeschossiger traufständiger Fachwerkbau als Längsdielenhaus mit außermittiger Längseinfahrt unter Krüppelwalmdach. Mit rückwärtiger Scheune. | 33941099 | BW   |
| Fahrenhorst 1 52° 34′ 32″ N, 10° 52′ 20″ O  | Wohnhaus                  | Zweigeschossiger holzverschalter Fachwerkbau mit gelben Antrich auf hohem Bruchsteinsockel unter Mansarddach, mit geschossteilender verzierter Gesimsgliederung. Massiver Anbau zur Straße.                                                                                        | 33941122 |      |
| Friedhofsweg 52° 34′ 47″ N, 10° 52′ 55″ O   | Grabstätte                | | 33941147 | BW   |
| Hauptstraße 6 52° 34′ 50″ N, 10° 52′ 39″ O  | Wohnhaus                  | Eingeschossiges traufständiges Ziegelgebäude mit Ziegelziersetzungen, mittigen Zwerchhaus in Fachwerk mit Freigespärre, auf niedrigen Sockel, tw. in rotem Sandstein, tw. in Bruchstein unter Satteldach.                                                                          | 33941170 | BW   |
| Hauptstraße 31 52° 34′ 37″ N, 10° 52′ 42″ O | Schule                    | Eingeschossiger L-förmiger Ziegelbau auf Sandsteinquadersockel unter Satteldach mit Turmaufsatz in Schieferverkleidung. Ausgebautes DG. | 33941194 | BW   |
| Kirchweg 1 52° 34′ 40″ N, 10° 52′ 40″ O     | Kapelle                   | Rechteckiger Saalbau in rotem Ziegel unter Satteldach mit kupferbekleidetem Glockenturm als Dachreiter. Breite spitzbogige Fenster an Längsseiten des Kirchenschiffs mit horizontaler Gesimsgliederung durch Reihe aufgestellter Backsteine entlang der Fenstersimse.              | 33941284 |      |

## Voitze

### Gruppe: Historischer Ortskern
Die Gruppe hat die ID 33921028. Große ortsbildprägende Höfe mit straßenseitigen Wohnhäusern, zum Teil in Fachwerk, zum Teil Ziegelbauten aus dem 19. und 20. Jh. und Gefallenendenkmal entlang der Salzwedeler Straße.

| Lage                                               | Bezeichnung        | Beschreibung | ID       | Bild |
| -------------------------------------------------- | ------------------ | --- | -------- | ---- |
| Salzwedeler Straße 52° 35′ 32″ N, 10° 52′ 41″ O    | Kriegerdenkmal     | Ehrenmal für die Gefallenen des Ersten und des Zweiten Weltkriegs. Massives Objekt aus behauenen Feldsteinen auf gestuftem Sockel mit Abdeckplatten aus Sandstein und vollplastischen Figur eines trauernden Soldaten mit Gewehr und Helm vor der Brust. Inschrift-Tafeln mit Namen der Gefallenen. | 33941328 | BW   |
| Salzwedeler Straße 13 52° 35′ 31″ N, 10° 52′ 44″ O | Wohnhaus           | Zweigeschossiger traufständiger Massivbau mit Zierziegelsetzungen, grün lasierte Klinkersteine als horizontale Bänderung, auf hohem Natursteinquadersockel unter Satteldach mit Schieferdeckung. Mittelrisalit mit zwei Pfeilern und dahinterliegender zweiflügeliger Hauseingangstür mit Oberlicht und seitlichen Fenstern sowie Zierfachwerk im DG unter Krüppelwalm. Originale Fenster erhalten. Rückwärtig massive Veränderungen.                              | 33941396 | BW   |
| Salzwedeler Straße 15 52° 35′ 31″ N, 10° 52′ 40″ O | Wohnhaus           | Zweigeschossiger traufständiger Fachwerkbau mit überhöhtem Mittelrisalit auf hohen Sockel aus rotem Sandstein unter Satteldach mit verziertem Freigespärre an Giebelseiten. Im EG reich gestaltete farbige Fenstereinfassungen. Historische Hauseingangstür erhalten. Einst ganz in Schiefer eingedeckt, Reste seitlich des überhöhten Mittelrisalites erhalten.                                                                                                   | 33941422 | BW   |
| Salzwedeler Straße 15 52° 35′ 30″ N, 10° 52′ 41″ O | Altenteil          | | 33941616 | BW   |
| Salzwedeler Straße 15 52° 35′ 29″ N, 10° 52′ 40″ O | Scheune            | Eingeschossiger Fachwerkbau mit zwei Querdurchfahrten unter Satteldach mit Wellblechdacheindeckung, sowie das östliche Giebeldreieck. | 33941642 | BW   |
| Salzwedeler Straße 15 52° 35′ 30″ N, 10° 52′ 39″ O | Wirtschaftsgebäude | Zweigeschossige Scheune, hofseitig im EG massiv, OG in Fachwerk, Rückseite komplett massiv in rotem Klinker unter flachem Satteldach. | 33941666 | BW   |
| Salzwedeler Straße 16 52° 35′ 32″ N, 10° 52′ 43″ O | Wohnhaus           | Zweigeschossiger traufständiger Fachwerkbau mit übergiebeltem Mittelrisalit mit Haupteingang auf hohem Natursteinquadersockel unter Krüppelwalmdach mit Schieferdeckung. Symmetrische Fassadengliederung mit Andreaskreuzen zur Eckaussteifung, unterkellert. Westgiebel mit Schiefer verkleidet. Einläufige gerade Außentreppe mit Podest. Bauzeitliche Grundrissstruktur, Eingangsdiele und Küche mit Terrazzo und keramischen Wandfliesen der Jahrhundertwende. | 33941452 | BW   |
| Salzwedeler Straße 16 52° 35′ 33″ N, 10° 52′ 43″ O | Wirtschaftsgebäude | Zweigeschossige Stallscheune, im EG als Ziegelbau mit vorkragender, preußischer Kappendecke, im OG in Fachwerk unter Satteldach. | 33941690 | BW   |
| Salzwedeler Straße 16 52° 35′ 34″ N, 10° 52′ 44″ O | Wirtschaftsgebäude | Eingeschossiger Fachwerkbau auf niedrigem Sockel unter Krüppelwalmdach mit Ziegeldeckung. Stürze der Stalltüren an südlicher Traufe mit Inschrift. | 33941789 | BW   |
| Salzwedeler Straße 16 52° 35′ 33″ N, 10° 52′ 45″ O | Scheune            | Eingeschossiger Fachwerkbau auf Sandsteinsockel unter Satteldach mit Querdurchfahrten. | 33941764 | BW   |
| Salzwedeler Straße 16 52° 35′ 32″ N, 10° 52′ 44″ O | Wirtschaftsgebäude | Südlicher Abschluss der Hoffläche in Firstverlängerung Wohnhaus, ehemaliger Kuhstall. | 33941715 | BW   |
| Salzwedeler Straße 16 52° 35′ 34″ N, 10° 52′ 44″ O | Hofpflasterung     | Feldsteinpflaster auf Hoffläche und Durchfahrt. | 33941881 | BW   |
| Salzwedeler Straße 24 52° 35′ 32″ N, 10° 52′ 36″ O | Wohnhaus           | Symmetrisch gegliederter eingeschossiger Ziegelbau auf Sandsteinquadersockel unter Satteldach. Überhöhter Mittelrisalit unter weit vorkragenden Satteldach mit auf Kopfbändern gestützten und verzierten Freigespärre. Segmentbogenfenster und Hauseingangstür mit flankierenden Fenstern unter großen Segmentbogen auf Konsolen. | 33941483 | BW   |

### Gruppe: Salzwedeler Straße 1
Die Gruppe hat die ID 33921097. Orts- und straßenbildprägende Vierseitanlage mit straßenseitigen Wohnhaus in Fachwerk, zwei Stallgebäuden in Ziegelbauweise sowie rückwärtigen Fachwerkscheune.

| Lage                         | Bezeichnung  | Beschreibung | ID       | Bild |
| ---------------------------- | ------------ | --- | -------- | ---- |
| 52° 35′ 31″ N, 10° 52′ 59″ O | Wohnhaus     | | 33941350 | BW   |
| 52° 35′ 31″ N, 10° 53′ 0″ O  | Nebengebäude | Giebelständiger eingeschossiger Massivbau mit Zierziegelsetzungen unter Satteldach. Straßenseitiger Giebel backsteinsichtig mit ehemals mittiger Toreinfahrt. Längsseite der Ostfassade verputzt. | 45834342 | BW   |
| 52° 35′ 30″ N, 10° 52′ 59″ O | Nebengebäude | Eingeschossige Fachwerkscheune auf Bruchsteinquadersockel unter Satteldach mit Ziegeldeckung, westliches Giebeltrapez mit regionaltypischen Linkskrempern behängt. Hofseitiger Schauer von 1955.  | 45834359 | BW   |
| 52° 35′ 31″ N, 10° 52′ 58″ O | Nebengebäude | Eingeschossiger giebelständiger sehr schmaler Backsteinbau unter Satteldach. Zierziegelsetzungen und Segmentbögen an Fenster- und Türöffnungen. Teil zur Remise ausgebaut.                        | 33941372 | BW   |

### Einzelbaudenkmale
| Lage                                          | Bezeichnung | Beschreibung | ID       | Bild |
| --------------------------------------------- | ----------- | ------------ | -------- | ---- |
| B 248, km 49,040 52° 35′ 14″ N, 10° 51′ 3″ O  | Wegweiser   |              | 33941556 | BW   |
| B 248, km 51,235 52° 35′ 32″ N, 10° 52′ 56″ O | Wegweiser   |              | 33941308 | BW   |
| B 248, km 52,130 52° 35′ 31″ N, 10° 53′ 43″ O | Wegweiser   |              | 33941576 | BW   |
| B 248, km 53,250 52° 35′ 31″ N, 10° 54′ 43″ O | Wegweiser   |              | 33941596 | BW   |